# Александър Меншиков (офицер)
Вижте пояснителната страница за други личности с името Александър Меншиков.
Александър Сергеевич Меншиков е руски дворянин – светлейший княз, офицер – адмирал, генерал-адютант, дипломат.

## Биография
Правнук е на Александър Данилович Меншиков – руски държавен и военен деец, сподвижник и фаворит на Петър Велики и, след неговата смърт, фактически управник на Русия (1725 – 1727).
Започва кариерата си в дипломатическия корпус (1805 – 1809). Работи в мисиите в Берлин, Лондон, Виена.
Преминава на военна служба. Става адютант на граф Каменски, командващ Молдавската армия. Участва (1809 – 1811) в Руско-турската война от 1806 – 1812 г.: превзема Тутракан, обсажда Силистра, атакува Шумен и Русе.
От 1813 г. е включен в свитата на император Александър I и често изпълнява негови поръчения. Участва в Отечествената война от 1812 г., вкл. в Бородинската битка и преследването на армията на Наполеон. Ранен е при превземането на Париж.
През 1820 г., когато в двора голямо влияние има граф Алексей Аракчеев, му е предложено командването на Черноморския флот с цел да се отдалечи от Петербург, но Меншиков отказва, тъй като няма понятие от морска служба. Отказва и поста посланик в Берлин, считайки го за оскърбление, подава оставка и се оттегля в имението си, където изучава морското дело.
През януари 1826 г. на престола встъпва Николай I, след което княз Меншиков се връща на държавна служба. Заминава като пратеник на императора за важни преговори в Персия, но е задържан в затвор. След освобождаването му (1827) се завръща в Русия и с голяма енергия изпълнява задачата да реформира Морското министерство.
Участва в Руско-турската война (1828 – 1829). С десантен отряд овладява Анапа. Командва войските при обсадата на Варна. По време на обсадата е ранен и се оттегля за лечение. През 1829 г., на длъжност началник на Главния морски щаб, приема командването на морските сили на Русия.
От 1831 до 1854 г. е генерал-губернатор на Финландия. От 5 февруари 1836 до 23 февруари 1855 г. е морски министър.
Като пратеник преговаря в Константинопол (1853). Участва в Кримската война. Главнокомандващ сухопътните и морските сили в Крим (септември 1854 – февруари 1855), губли сраженията при Алма и Инкерман.